# Дуња Докић Николић
Дуња Докић Николић (Београд, 21. децембар 1948. — Београд, 17. новембар 2017.) била је српска сликарка и професорка на Факултету примењених уметности (ФПУ) у Београду.

## Биографија
Дуња Докић Николић је 1972. дипломирала на Oдсеку за сликарство Академије за примењене уметности (АПУ) и дизајн у Београду, у класи професора Р. Николића. Чланица УЛУС-а била је од 1973. На Факултету примењених уметности (ФПУ) у Београду прошла је сва наставна звања до ванредног професора 1997. на Катедри за цртање и сликање.
Самостално је излагала у Београду и Шибенику, али и на многим колективним изложбама слика и цртежа (Београд, Крагујевац, Солин, Словењ Градец, Сомбор). Награђена је Првом наградом за сликарство на Изложби студената Београдског универзитета (СКЦ, 1971), Првом наградом за сликарство АПУ (1972) и Трећом наградом за цртеж на изложби Свет који волимо (Галерија ЈНА, 1977).
У њеном стваралаштву оданом фигурацији долази до промена када се прве слике наглашене тродимензионалности, чисто обојених поља, линеарне перспективе и с предметима израженог волумена претварају у сасвим нов ликовни амбијент са скраћеном дубином и употребом геометријских елемената што укључује одређене метафизичке асоцијације. Наглашена линеарност радова упућује на цртеж као основно средство њеног израза премда се добро сналазила и у колористичким решењима чинећи геометријске површине узбудљивим и каткад драматичним. Посебно успелом сматра се серија њених слика под називом Руке (1985).